# Xenturion Prime
Xenturion Prime es un grupo de música electrónica noruego compuesto por los artistas Bjørn Marius Borg, Hasse Mattsson (Hans-Olof Mattsson), que anteriormente formaban parte de la banda Code 64. La nueva integrante Cathrine Räisänen Andersen se ha unido a los dos miembros originales de la banda que ahora es un trío. Su música puede considerarse un híbrido entre los estilos industrial, synthpop y paisajes sonoros épico-orquestales.
Xenturion Prime debutó en el festival ElektroStat en Oslo en octubre de 2013.
Hasse Mattson es también miembro de la banda Essence of Mind.

## Discografía
- Rise (Progress Productions, 2013)
- Mecha Rising (Progress Productions, 2014)
- Humanity Plus (Progress Productions, 2017)
- Sweet Harmony  (Single) (Progress Productions, 2018)